# Emil Schürer
Emil Schürer (Augusta, 2 maggio 1844 – Gottinga, 30 aprile 1910) è stato uno storico, teologo protestante tedesco.

## Biografia
Schürer nacque ad Augusta e studiò nelle università di Erlangen, Berlino e Heidelberg fra il 1862 e il 1866. Nel 1873 diventò professore straordinario all'università di Lipsia e successivamente a quelle di Gießen e di Kiel. Nel 1895 fu nominato professore ordinario a Göttinga. Nel 1876 egli fondò la rivista Theologische Literaturzeitung, di cui fu editore insieme ad Adolf von Harnack dal 1881 al 1910. Schürer morì nel 1910 a Gottinga dopo lunga malattia. Aveva 65 anni.
Diventò uno dei più famosi studiosi tedeschi del suo tempo grazie alla pubblicazione dell'opera Geschichte des judischen Volks im Zeitalter Jesu Christi (1886–1890; 4th edition 1901-1909), la sua approfondita storia del popolo ebraico ai tempi di Cristo, la cui prima edizione uscì nel 1873 sotto il titolo di Lehrbuch der neutestamentlichen Zeitgeschichte. La seconda edizione fu tradotta in inglese col titolo A History of the Jewish People in the Time of Jesus Christ (1885-1891). L'opera è tuttora considerata tanto fondamentale che, dopo quasi un secolo, non solo è tuttora ristampata in edizione economica, ma ne è stata anche fatta una nuova edizione rivista a cura di Géza Vermes, Fergus Millar e Matthew Black, con il titolo leggermente diverso di The History of the Jewish People in the Age of Jesus Christ (1973-1987). Questa edizione rivista è stata tradotta in italiano da Paideia.

## Opere
- Schleiermachers Religionsbegriff (1868)
- Lehrbuch der neutestamentlichen Zeitgeschichte (1874); prima edizione della Geschichte des judischen Volks im Zeitalter Jesu Christi
- Geschichte des judischen Volks im Zeitalter Jesu Christi (1890)
  - 1: Einleitung und politische geschichte
  - 2: Die inneren Zustande
  - 3: Das Judentum in der Zerstreuung und die judische Literatur
  - 4: Register zu den drei Banden
- Die Gemeindeverfassung der Juden in Rom (1879)